# 우추이구
우추이구(한국어: 오취구, 중국어: 乌翠区, 병음: Wūcuì Qū)는 중화인민공화국 헤이룽장성 이춘 시의 행정구역이다.

## 행정 구역
向阳街道, 曙光街道, 解放经营所, 昆仑气林场, 开源林场, 么河经营所, 冲锋经营所, 翠峦河经营所, 抚育河经营所, 尖山河经营所